# Podróż apostolska Jana Pawła II do Francji (2004)
104 Podróż Apostolska Jana Pawła II miała miejsce w dniach 14–15 sierpnia 2004 roku. Była to ostatnia zagraniczna podróż Jana Pawła II oraz siódma podróż apostolska do Francji. Pielgrzymka została zorganizowana z okazji 150. rocznicy ogłoszenia przez papieża Piusa IX dogmatu o Niepokalanym Poczęciu Najświętszej Maryi Panny. Papież odwiedził podczas niej Lourdes we Francji.

## Przebieg pielgrzymki
Papież został powitany na lotnisku w Tarbes przez prezydenta Francji Jacques'a Chiraca.
Głównym celem podróży papieża była Grota Objawień w Massabielle w Lourdes, gdzie w 1858 r. miało miejsce objawienie Matki Bożej 14-letniej Bernadecie Soubirous. Papież modlił się w tym miejscu podczas pielgrzymki trzykrotnie. Odprawił także w pobliżu groty mszę, na którą przybyło 300 tys. wiernych.
Jan Paweł II spotkał się też z członkami rady stałej episkopatu Francji w rezydencji Accueil Notre-Dame oraz odwiedził niepełnosprawnych pielgrzymów, którzy przybyli do Lourdes.

## Przesłanie podróży oraz jej ocena
Głównym przesłaniem pielgrzymki do Francji było przypomnienie wiernym o pozycji ludzi chorych, cierpiących i bezdomnych.
Oceniający papieską pielgrzymkę uznali ją za jedną z najważniejszych podczas pontyfikatu Jana Pawła II.